# Жълтоклюн кракс
Жълтоклюният кракс (Crax daubentoni) е вид птица от семейство Cracidae. Видът е почти застрашен от изчезване.

## Разпространение и местообитание
Разпространен е във Венецуела и Колумбия.